# Селезнёв, Михаил Георгиевич
Михаи́л Гео́ргиевич Селезнёв (26 марта 1960, Москва) — российский лингвист и библеист, один из авторов перевода на современный русский язык книг Ветхого Завета. Один из авторов Большой российской энциклопедии и Православной энциклопедии.

## Биография
Родился 26 марта 1960 года в Москве. Отец — известный арабист и политолог Георгий Ильич Мирский.
Окончил Отделение структурной и прикладной лингвистики филологического факультета МГУ имени М. В. Ломоносова (1982), аспирантуру при МГУ им. М. В. Ломоносова (1985, научный руководитель А. Е. Кибрик), кандидат филологических наук (1986). Стажировался в Амстердамском свободном университете (1994—1995) и в Иерусалимском университете (2000—2001).
В 1991—2010 годы — главный редактор Российского Библейского Общества (РБО), в те же годы руководил проектом перевода книг Ветхого Завета на современный русский язык. В 2010 оставил РБО ввиду несогласия с изданием перевода Нового Завета Валентиной Кузнецовой вместе с переводом Ветхого Завета:

На протяжении многих лет в РБО как-то сосуществовали и сторонники и противники того, чтобы включить новозаветные переводы Валентины Кузнецовой в состав «Современной русской Библии» вместе с новым переводом Ветхого завета. Аргумент переводчиков Ветхого завета заключался в том, что два этих перевода выполнены исходя из совершенно разных стилистических и переводческих принципов. Когда в 2010 году завершилась работа над Ветхим заветом, дискуссия о том, что делать дальше, привела к серьёзному конфликту в РБО. А когда всё же было решено печатать новый перевод Ветхого завета вместе с текстом «Радостной вести», несогласные (в том числе и я) покинули РБО.
— «Новое издание Библии не удовлетворило переводчиков Ветхого завета»
С 1999 года — доцент Института восточных культур и античности РГГУ. Преподаваемые курсы: «Введение в филологию древней Сирии-Палестины», «Исторический контекст Ветхого Завета», спецкурсы по архаической древнееврейской поэзии, Псалтири, масоретской акцентуации.
С сентября 2010 года по 2017 год — заведующий кафедрой библеистики Общецерковной аспирантуры и докторантуры имени святых равноапостольных Кирилла и Мефодия.
Автор многих научных статей, в том числе «Еврейский текст Библии и Септуагинта: два оригинала, два перевода» (2008). Автор статей «Израиль», «Израильское царство», «Иудейское царство», «Моисей», «Ной», «Паралипоменон», «Премудрости Соломона книга», «Притчей Соломоновых книга», «Псалтирь» и др. в Большой российской энциклопедии.
27 июня 2023 года получил учёную степень доктора филологических наук.

## Публикации
- Референция и номинация // Моделирование языковой деятельности в интеллектуальных системах. М. : Наука, 1987. — С. 64-78.
- Вера сквозь призму языка // Прагматика и проблемы интенсиональности / Отв. ред.: Н. Д. Арутюнова. М. : ИНИОН АН СССР, 1988. — С. 244—254.
- Знать/узнать, верить/поверить // Логический анализ языка. Концептуальный анализ: методы, результаты, перспективы. М. : Наука, 1990. — С. 50-52.
- Textus receptus, критический текст Нового Завета и «текст большинства» // Мир Библии Вып. 1. М. : Российское Библейское Общество, 1993. — С. 102—103.
- Альтернативы Синодальному переводу? // Мир Библии Вып. 2. М. : Российское Библейское Общество, 1994. — С. 102—104.
- Мир Ветхого Завета // Религии Древнего Востока. М. : Восточная литература, 1995. — С. 104—135.
- Иудаизм и эллинизм: встреча культур // Азия — диалог цивилизаций. Гиперион, 1996. — С. 327—381.
- Контрасты и краски библейского текста с точки зрения переводчика // Мир Библии Вып. 5. М. : Издательство Библейско-богословского института св. апостола Андрея, 1998. — С. 77-80.
- Амос 7:14 и пророческая риторика // Библия: литературные и лингвистические исследования. Вып. 1 Вып. 1. М. : РГГУ, 1998. — С. 113—122.
- Инверсия в библейском повествовании // БИБЛИЯ: литературные и лингвистические исследования. Выпуск 2 Вып. 2. [б.и.], 1999. — С. 11-116.
- Женщина и мужчина у источника // Мир Библии Вып. 6. М. : Издательство Библейско-богословского института св. апостола Андрея, 1999. — С. 31-37.
- Exodus 19.12b — 13b as an Expanded Legal Formula, in: Studia semitica (Orientalia: Papers of the Oriental inst./ Russ. state univ. for the humanities; Iss. 3) / Ed. by L. Kogan. M.: 2003. — P. 389—406.
- Amos 7:14 and the Prophetic Rhetoric // Babel und Bibel 1 Ancient Near Eastern, Old Testament and Semitic Studies / Ed. by L. Kogan. Winona Lake : Eisenbrauns, 2004. — P. 251—258.
- The Origin of the Tribal Boundaries in Joshua: Administrative Documents or Sacral Geography? // Babel und Bibel 2: Memoriae Igor M. Diakonoff. Annual of Ancient Near Eastern, Old Testament, and Semitic Studies / Рук.: L. Kogan. Winona Lake : Eisenbrauns, 2005. — P. 331—362
- Syntactic Parsing behind the Masoretic Accentuation // Babel und Bibel 3 / Ed. by L. Kogan. Eisenbrauns, 2007. — P. 353—370.
- A Greek Rhetorician and the LXX (What does στερέωμα mean?), in: Babel und Bibel 3 / Ed. by L. Kogan. Eisenbrauns, 2007. — P. 371—380.
- Еврейский текст Библии и Септуагинта: два оригинала, два перевода? // XVIII Ежегодная богословская конференция ПСТГУ: Материалы Т. I. М. : Издательство ПСТГУ, 2008. — С. 56-61.
- Русская Библия: между масоретским текстом и Септуагинтой // Свет Христов просвещает всех: Альманах Свято-Филаретовского православно-христианского института. 2011. — № 4. — С. 36-54.
- Переводу нужен диалог с читателем // Журнал Московской Патриархии. 2011. — № 10. — С. 40-43.
- От «Человека» мифа к «Адаму» генеалогий // Свет Христов просвещает всех : Альманах Свято-Филаретовского православно-христианского института. 2011. — № 4. — С. 189—197.
- Быт 1:1, экзегеза Септуагинты, экзегеза Раши и масоретская акцентуация // Вестник РГГУ. Серия «Востоковедение. Африканистика». 2012. — Т. № 20. — С. 126—134.
- 50-й псалом: поэтический перевод с филологическими комментариями // Журнал Московской Патриархии. 2012. — № 3. — С. 58-63.
- Септуагинта глазами образованного грека: Псевдо-Лонгин и στερέωμα // Индоевропейское языкознание и классическая филология — XVI. Материалы чтений, посвященных памяти профессора Иосифа Иоисеевича Тронского 18-20 июня 2012 г. — СПб. : Наука, 2012. — С. 661—771.
- Exodus 33.7 and different syntactic patterns for linking participial conditional clauses with the main clause, in: Babel und Bibel 6: Annual of Ancient Near Eastern, Old Testament, and Semitic Studies. Winona Lake : Eisenbrauns, 2012. — P. 495—498.
- Ещё раз об анти-антропоморфизмах в Септуагинте: опыт статистического анализа // В кн.: Индоевропейское языкознание и классическая филология-XVII (чтения памяти И. М. Тронского). Материалы Международной конференции, проходившей 24-26 июня 2013 г. / Отв. ред.: Н. Казанский. Индоевропейское языкознание и классическая филология-XVII (чтения памяти И. М. Тронского). — СПб. : Наука, 2013. — С. 800—812.
- К вопросу об эсхатологии в греческой псалтири: дискуссия о значении подзаголовка εἰς τὸ τέλος // В кн.: Индоевропейское языкознание и классическая филология — XVIII. Материалы чтений, посвященных памяти профессора Иосифа Моисеевича Тронского. — СПб. : Наука, 2014. — С. 842—852.
- Экзегеза Исх. 33:7 и синтаксис условных причастных оборотов в библейском древнееврейском // Вестник Санкт-Петербургского университета. Серия 9. Филология. Востоковедение. Журналистика. 2015. — Т. 4. — С. 35-42.
- Самое знаменитое слово Септуагинты // Индоевропейское языкознание и классическая филология — XIX. Материалы чтений, посвященных памяти профессора Иосифа Моисеевича Тронского / Отв. ред.: Н. Казанский. — СПб. : Наука, 2015. — С. 811—823.
- Образ невинного страдальца в еврейской Псалтири, в греческой Псалтири и его отражение в евангелиях // Свет Христов просвещает всех : Альманах Свято-Филаретовского православно-христианского института. 2016. — № 20. — С. 9-30.
- В поисках «теологии Септуагинты»: методологические аспекты // Государство, религия, церковь в России и за рубежом. 2016. — Т. 34. — № 4. — С. 7-28.
- «Номос» и «номой» во Второй Книге Маккавеев // Вестник РГГУ. Серия: История. Филология. Культурология. Востоковедение. 2016. — Т. 6 (15). — № 22. — С. 9-38. (в соавторстве с Н. В. Брагинской, А. И. Шмаиной-Великановой)
- Самоопределение Бога в Исх 3:14: «Я есмь Сущий» или «Я Тот, кто Я есть»? Экзегеза современных интерпретаторов и грамматика древних текстов // Государство, религия, церковь в России и за рубежом. 2017. — № 4. — С. 162—186.
- Βασιλεύς и ἄρχων в Септуагинте: греческие эквиваленты еврейского слова «царь» и отношение к царской власти в иудаизме III в. до н. э. // Шаги/Steps. 2017. — Т. 3. — № 4. — С. 47-63.
- Russian Bible and Russian Bible Scholarship Between the MT and the LXX // Journal of Septuagint and Cognate Studies (JSCS). 2017. — Vol. 50. — P. 111—121.
- Christ of the Psalms’ Story // Christ of the Sacred Stories. Tübingen : Mohr Siebeck, 2017. — P. 307—324.
- The anti-anthropomorphisms in the LXX — a reassessment // Die Septuaginta — Geschichte, Wirkung, Relevanz. 6. Internationale Fachtagung veranstaltet von Septuaginta Deutsch (LXX.D), Wuppertal 21.-24. Juli 2016. Tübingen : Mohr Siebeck, 2018. — P. 416—430.
- Текст Писания и религиозная идентичность: Септуагинта в православной традиции // Государство, религия, церковь в России и за рубежом. 2019. — Т. 4. — № 37. — С. 192—211.
- Библеистика как современная научная дисциплина и её связь с теологией // Вопросы теологии. 2020. — Т. 2. — № 3. — С. 502—527 (в соавторстве с А. И. Кырлежевым)
- Replacing מֶלֶך with ἄρχων in the LXX: Self-Censorship or Inner Development of the Jewish Tradition? // Die Septuaginta — Themen, Manuskripte, Wirkungen. Mohr Siebeck, 2020. — P. 302—314.
- Chapter 19. The Septuagint in the Eastern Orthodox Tradition // T&T Clark Handbook of Septuagint Research. L. : T&T Clark, 2021. doi Ch. 19. — P. 283—297

- Исаак // Православная энциклопедия. — М., 2011. — Т. XXVI : Иосиф I Галисиот — Исаак Сирин. — С. 668-676. — 39 000 экз. — ISBN 978-5-89572-048-6. (часть статьи)
- Иуда // Православная энциклопедия. — М., 2012. — Т. XXVIII : Исторический музей — Йэкуно Амлак. — С. 375-379. — 39 000 экз. — ISBN 978-5-89572-025-7.
- Каин // Православная энциклопедия. — М., 2012. — Т. XXIX : К — Каменац. — С. 376-384. — 39 000 экз. — ISBN 978-5-89572-025-7. (часть статьи)
- Канон // Православная энциклопедия. — М., 2012. — Т. XXX : Каменец-Подольская епархия — Каракал. — С. 203-204. — 39 000 экз. — ISBN 978-5-89572-031-8. (в соавторстве)
- Канон библейский // Православная энциклопедия. — М., 2012. — Т. XXX : Каменец-Подольская епархия — Каракал. — С. 212-257. — 39 000 экз. — ISBN 978-5-89572-031-8. (часть статьи)
- Колена Изралилевы // Православная энциклопедия. — М., 2014. — Т. XXXVI : Клотильда — Константин. — С. 304-310. — 29 000 экз. — ISBN 978-5-89572-041-7. (часть статьи)
- Масора // Православная энциклопедия. — М., 2016. — Т. XLIV : Маркелл II — Меркурий и Паисий. — С. 283. — 30 000 экз. — ISBN 978-5-89572-051-6.
- Масоретский текст // Православная энциклопедия. — М., 2016. — Т. XLIV : Маркелл II — Меркурий и Паисий. — С. 283-298. — 30 000 экз. — ISBN 978-5-89572-051-6.
- Мессия // Православная энциклопедия. — М., 2017. — Т. XLV : Мерри Дель Валь — Михаил Парехели. — С. 37-53. — 39 000 экз. — ISBN 978-5-89572-052-3. (соавторы: Юровицкая М. М., Шуляков Л. В.)
- Моисей // Православная энциклопедия. — М., 2017. — Т. XLVI : Михаил Пселл — Мопсуестия. — С. 267-280. — 36 000 экз. — ISBN 978-5-89572-053-0.